# Cohors VII Gallorum
La Cohors VII Gallorum fue una unidad de auxilia de infantería del ejército del Imperio Romano del tipo cohors quinquagenaria equitata, cuya existencia está constatada desde la primera mitad del siglo I hasta mediados del siglo III.

## Reclutamiento y operaciones bajo losJulio-Claudiosy elaño de los cuatro emperadores
Esta cohorte fue reclutada por orden del emperador Claudio I en 50 en la provincia Gallia Lugdunensis, por lo que recibió el epíteto Gallorum. Está leva estaba relacionada con el final de las operaciones de conquista de Britannia y la consiguiente reorganización de unidades auxiliares del ejército imperial, lo que conllevó la creación de nuevas cohortes de infantería. La unidad fue enviada al limes del Danubio, estableciendo sus reales en la parte baja del curso de ese río, en la provincia imperial Moesia, frente al territorio del reino Dacio.
Sus labores de guarnición bajo los Julio-claudios se vieron interrumpidas en 68 con el asesinato de Nerón y la guerra civil que enfrentó, sucesivamente, a Galba, Otón, Vitelio y Vespasiano en 69, declarándose la unidad partidaria de Vespasiano, junto con to el ejército de Moesia.

## LosFlavios
Una vez restablecida la paz con la victoria de Vespasiano en 69, la unidad volvió a las labores de guarnición en el bajo Danubio, lo que está atestiguado con un diploma militaris de 28 de abril de 75.
La unidad participó en las operaciones emprendidas por Domiciano contra los dacios durante la guerra dacia entre 86 y 92. La cohorte fue asignada a la nueva provincia Moesia Inferior resultante de la división de la gran provincia Moesia en dos partes, Superior e Inferior. Terminadas las operaciones con la compra de la paz al líder dacio Decébalo, Domiciano procedió a licenciar soldados auxiliares que habían terminado su servicio como indican dos diplomas militares fechados el 15 de junio de 92, destacando especialmente el segundo de ellos, que fue emitido en favor del jinete de la unidad Macrinus Acresionis filius Apamenus, dirigida en ese momento por el Praefectus cohortis Caius Iulius Capito.
En esta época prestó servicio en la cohorte el soldado Marius Celsus.

## La unidad bajoTrajano
La Cohors VII Gallorum continuaba formando parte de la guarnición de Moesia Inferior a comienzos del imperio de Trajano, como indican cuatro diplomas militares, uno de fecha indeterminada de 98-99 y otros tres de 14 de agosto de 99.
Desde esta posición, participó en las guerras dacias de Trajano, retornando a sus tareas de guarnición al finalizar estas campañas, como indican los diplomas militares fechados en:
- 13 de mayo de 105.[8]

- 24 de noviembre de 107.[9]

- Año 109, que indica que estaba dirigida por el Praefectus cohortis Tiberio Claudio ¿?.[10]

- fecha indeterminada de 116 a 117.[11]

## Adrianoy el traslado a Siria
Cuando el emperador Adriano ascendió al trono en 118, una vez fallecido Trajano, la cohorte mantuvo su puesto en Moesia Inferior hasta que en 135 se produjo la sublevación de los judíos en la provincia Iudea, lo que obligó a Adriano a desplazar tropas desde todas las guarniciones del Imperio hacia las provincias de Aegiptus y Syria. La Cohors VII Gallorum fue asignada a esta última provincia, participando en todas las operaciones durante la Rebelión de Bar Kojba, aplastada definitivamente en 138, momento en el cual se produjo el licenciamiento de auxiliares de la provincia Syria.

## Operaciones entreAntonino PíoyCómodo
La cohorte continuó asignada a la guarnición de la proncia Syria, como atestigua un diploma militar de 156-157, bajo Antonino Pío.
La unidad participó en las operaciones dirigidas por Lucio Vero contra el Imperio Parto entre 162 y 167, como indica el epitafio de su Praefectus cohortis de origen norteafricano Cayo Julio Corintiano.
Durante el imperio en solitario de Marco Aurelio, apoyó la rebelión de Avidio Casio en 175 y volvió a jurar lealtad a Marco Aurelio tras el asesinato del usurpador.

## LosSeveros, elsigloIIIy el final de la cohorte
Tras el asesinato de Cómodo en 192 y el Pertinax en 193, la unidad debió apoyar las pretensiones al trono de Pescenio Níger, siendo vencido este por Septimio Severo, quien incorporó las tropas de Siria a su ejército en sus dos campañas contra los partos de 194 y 196, en las que debió participar esta cohorte.
Así mismo, la unidad participó en la campaña de Caracalla contra los partos de 216-217 y en la de Alejandro Severo de 231-232.
Tras la guerra civil de 238, la unidad manifestó su lealtad a Gordiano III y a su esposa Tranquilina entre 241 y 244, integrándose en el ejército reunido por este emperador en su desastrosa campaña contra el Imperio sasánida, en la que la Cohors VII Gallorum fue destruida.